# Out of the Blue (Delta Goodrem)
Out of the Blue è una canzone pop scritta da Delta Goodrem e Guy Chambers, prodotta da quest'ultimo, Richard Flack e Steve Power per il secondo album della cantautrice australiana, Mistaken Identity (2004). È stata pubblicata come primo singolo dell'album l'8 ottobre 2004.